# Kepler-62
Kepler-62 — одиночная звезда в созвездии Лиры. Находится на расстоянии около 1200 световых лет от Солнца.

## Характеристики звезды
Kepler-62 относится к спектральному классу K (оранжевый карлик). Масса звезды составляет примерно 69 % массы Солнца, радиус — 64 % радиуса Солнца. Температура поверхности — 4925 K. Возраст звезды оценивается в 7 миллиардов лет (возраст Солнца — около 4,6 млрд лет).
Звезда не видна невооружённым глазом — её видимая звёздная величина составляет 13,75m.

## Планетная система
В 2013 году у Kepler-62 было открыто пять экзопланет: Kepler-62 b, Kepler-62 c, Kepler-62 d, Kepler-62 e и Kepler-62 f. Все планеты открыты транзитным методом. Планеты Kepler-62 e и Kepler-62 f, находятся в обитаемой зоне. Размеры планет примерно в полтора раза превышают размер Земли, поэтому они почти наверняка являются твёрдыми и обладают атмосферой. Планета Kepler-62 e может оказаться похожей на Венеру, скрытой под толстой атмосферой парниковых газов. Планета Kepler-62 f может оказаться полностью скрытой океаном, так как она находится в обитаемой зоне и превышает Землю размерами. Как полагают учёные, на последних двух планетах существуют условия для жизни.